# Clifford Berry
Clifford Berry (1918–1963) – amerykański inżynier i fizyk, współtwórca (wspólnie z Johnem Vincentem Atanasoffem) jednego z pierwszych na świecie komputerów elektronicznych. Od nazwiska twórców maszyna nazywana jest komputerem Atanasoffa-Berry'ego lub komputerem ABC (od ang. Atanasoff-Berry Computer).

## Prace nad komputerem ABC
Pracując nad pierwszym komputerem elektronicznym Berry był asystentem Johna Vincenta Atanasoffa. Prace przebiegały w szybkim tempie. W grudniu 1939 r. nastąpiła demonstracja prototypu urządzanie osobom decyzyjnym z Iowa State College (obecnym Iowa State University) i projekt otrzymał dotację od uczelni w wysokości 850 dolarów. Na wiosnę 1940 r. Atanasoff i Berry wysłali materiały oraz rysunki dotyczące komputera ABC do prawnika patentowego Richarda R. Trexlera, który został zatrudniony przez Iowa State College po to, aby udzielić im porad, jak chronić swój wynalazek.